# Castel di Lama
Castel di Lama est une commune italienne d'environ 8 540 habitants, située dans la province d'Ascoli Piceno, dans la région Marches, en Italie centrale.

## Géographie
La commune se trouve dans les Marches,à proximité d'Ascoli Piceno.

## Monuments et patrimoine
-carnaval
-fête "zona franca"

## Administration
| Période           | Période      | Identité            | Étiquette       | Qualité                 |
| ----------------- | ------------ | ------------------- | --------------- | ----------------------- |
| 20 septembre 1988 | 4 août 1992  | Giancarlo Vannicola | PCI (1988-1991) |                         |
| 12 août 1992      | 13 juin 2004 | Domenico Re         | PSI (1992-1994) |                         |
| 14 juin 2004      | 25 mai 2014  | Patrizia Rossini    |                 |                         |
| 26 mai 2014       | 20 août 2017 | Francesco Ruggieri  |                 |                         |
| 21 août 2017      | en cours     | Giuseppe Dinardo    |                 | Commissaire préfectoral |

### Hameaux
Villa S. Antonio, Villa Chiarini, Villa Cese

### Communes limitrophes
Appignano del Tronto, Ascoli Piceno, Castorano, Offida